# Villa Morosini Vendramin Calergi
Villa Morosini Vendramin Calergi è una villa veneta situata a Fiesso Umbertiano, in provincia di Rovigo, eretta nel 1706 per volere del diplomatico veneziano Giovanni Francesco Morosini. La villa viene utilizzata dal comune di Fiesso Umbertiano come sede municipale.

## Storia

### Committenti
Il committente della villa Morosini Vendramin Calergi è il nobile cavaliere e senatore Giovanni Francesco Morosini . Nato a Venezia nel 1658, figlio di Domenico Morosini del ramo detto da San Canziano o “dal Giardin”, Morosini fu un uomo di cultura con interessi scientifici, naturalistici, botanici, ma anche umanistici. Si dedicò alla carriera diplomatica: oratore presso le corti di Guglielmo III d'Inghilterra e dell'imperatore Leopoldo I a Vienna; dal 1702 al 1706 fu ambasciatore alla corte papale. Rientrato a Venezia, fu nominato Savio del Collegio e membro del Collegio delle acque. Tra il 1711 e il 1737 diventò per sei volte Riformatore dello Studio (Università) di Padova. Nel 1706, al ritorno dalla corte pontificia a Roma e da quella imperiale a Vienna, si dedicò alla costruzione della villa padronale a Fiesso, affidando il suo progetto all'architetto Andrea Tirali.
Bianca Morosini, figlia di Alvise e nipote del fondatore del palazzo, entra in proprietà della villa del nonno Giovan Francesco soltanto nel 1755, dopo che gli eredi maschi diretti sono morti. Ultima discendente della casata, il suo nome è indissolubilmente legato al palazzo di Fiesso, perché nel 1768 fa restaurare, ristrutturare e ampliare il progetto già pensato e in parte attuato dal nonno. La memoria dell'importante intervento edilizio è scolpita in una lapide infissa di fronte a quella che menziona i lavori di costruzione del 1709:
Dopo la morte di Bianca, i beni pervengono in proprietà del nipote Gaspare Vendramin Calergi. Dal matrimonio nasce Elena Vendramin Calergi. La villa viene venduta ai fratelli Valentino ed Emidio Pavanelli di Fiesso Umbertiano.

### Progetto
Il progetto fu affidato all'architetto veneziano Andrea Tirali (1667-1737), che iniziò i lavori nel 1706, come documentato dall'architetto e storico Tommaso Temanza. Nel 1757 il matrimonio tra Bianca Morosini, nipote del fondatore, e il conte Francesco Vendramin Calergi fece acquisire la costruzione, ampliata nel 1768, di cui si conserva ancora il disegno, a quest'ultima famiglia, che ne rimarrà proprietaria sino al 1895. Divenuta di proprietà del comune di Noventa Padovana, la costruzione, abbandonata e in rovina, fu venduta all'asta ai fratelli Emidio e Valentino Pavanelli di Fiesso il 31 maggio 1917. La villa dalle astratte linee architettoniche è innalzata per volontà di un patrizio veneziano che vedeva nel sito prescelto per la costruzione un'opportunità topografica favorevole per accentrare e organizzare una collettività di persone distribuite su un vasto territorio. Si darà vita all'assetto-paese ideato in vista di un nucleo abitativo più consistente, che avrebbe funzionato da fulcro centripeto, nonostante la villa si ponga in una dimensione di distacco dal contesto esterno, Ferrara (e l'Emilia) da una parte, Venezia (e il Veneto) dall'altra. Nel 1706, dopo il ritorno dalla legazione romana, egli si dedica alla costruzione della villa padronale nella sua proprietà di Fiesso, affidando il progetto all'architetto Andrea Tirali. La costruzione della villa è ricordata in un'iscrizione murata all'interno nel braccio destro della crociera:
Assai probabile che l'anno 1706, scolpito sulla lapide, si riferisca all'inizio dei lavori.

### Funzione
La villa nasce con l'intento di improntare la propria personalità e prestigio tramite il linguaggio architettonico. La villa viene vincolata e dichiarata immobile di interesse storico con un decreto del 7 aprile 1923. Nel 1926 i Pavanelli alienano al comune di Fiesso gran parte del parco e del brolo oltre ai due rustici. Nel 1933 il comune compera la villa. Con i lavori del 1926-27 e quelli del 1933 si demoliscono i due rustici, il brolo, il parco e gran parte del muro di cinta: il maestoso impianto recintato viene distrutto, si salva l'edificio principale.
Dell'oratorio dedicato a San Domenico si recupera la pala d'altare (ora nella chiesetta dell'Asilo infantile di Fiesso) che raffigura la Madonna con il Bambino in braccio seduta sotto un baldacchino poggiante su un piccolo altare. Il 20 dicembre 1961 il Consiglio Comunale approva il progetto di restauro della villa per destinarla a sede municipale. I lavori di restauro, le cui spese saranno sostenute con fondi statali ottenuti dal Comune e con il contributo finanziario dell'Ente Ville Venete, durano dal 1964 al 1966. Nell'ottobre del 1966 si trasferisce la sede municipale nella villa, come ricorda una lapide affissa nel braccio sinistro della crociera. L'inaugurazione ufficiale avviene il 3 dicembre 1967.

## Descrizione

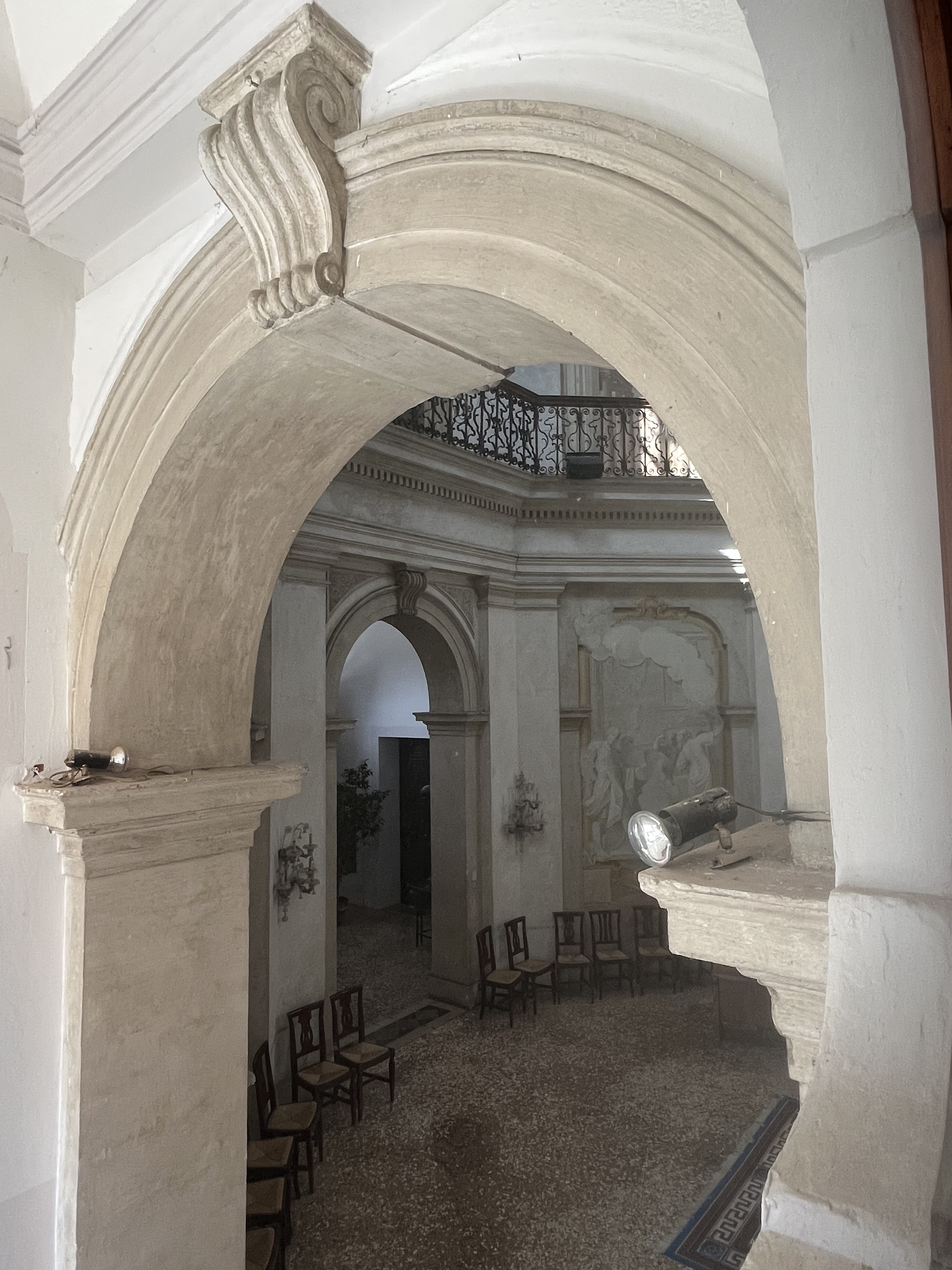
Dettaglio salone

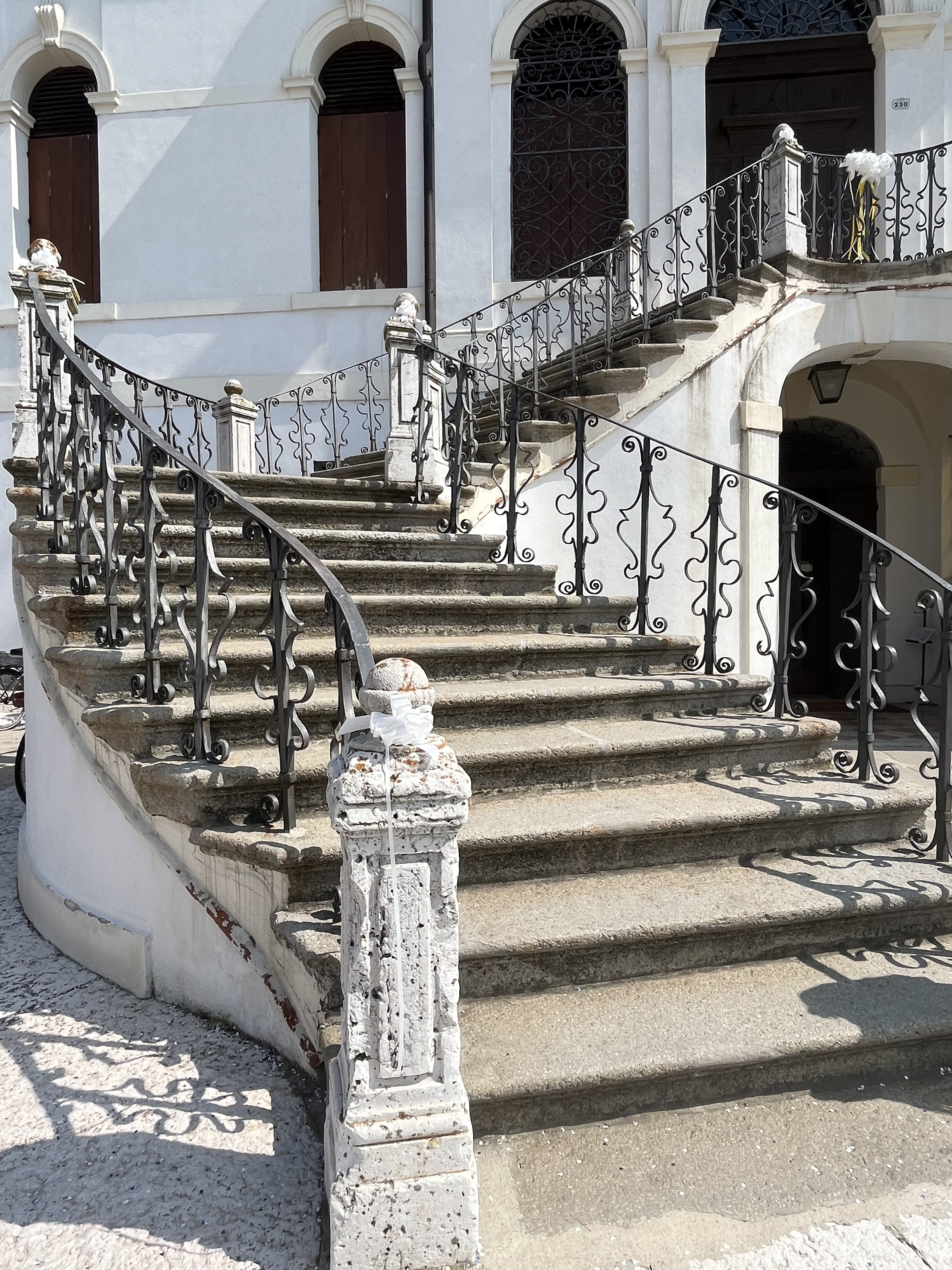
Scalinata frontale

È possibile determinare la struttura complessiva progettata per la villa grazie ad un documento conservato all'interno di una raccolta nella biblioteca di Padova, che consiste in una tavola, ovvero un foglio lungo 630 cm e largo 150 cm, dove viene rappresentato un grande complesso architettonico e paesaggistico che copre un vasto territorio. Nel disegno vi è una piazza rettangolare denominata “piazza comune per il mercato”, e si trova di fronte al recinto murario all'interno del quale troviamo anche il palazzo domenicale, le barchesse a due livelli e sette arcate, ed un giardino a parterre. La piazza è circondata da edifici porticati su cui convergono molte strade; dalla piazza, inoltre, si diparte un lungo asse stradale delimitato da alberi e fossati; nel punto di innesto tra il viale e una strada troviamo due edifici simmetrici porticati e organizzati intorno a due corti interne. La costruzione era originariamente la parte centrale di un complesso monumentale circondato da un ampio giardino e chiuso da un muro di cinta lungo 972 metri rinforzato da archi e pilastri sormontati da 14 statue allegoriche in pietra vicentina di Costozza. L'unica parte del muro ancora visibile è sui lati sud e est del campo sportivo comunale “B.Bezzi”. La Villa presenta una precoce applicazione degli ideali rigoristi neo-scamozziani accostati ad una libertà inventiva che ricerca forme articolate nello spazio. Il progetto definitivo non è stato mai completamente realizzato.

### Interni

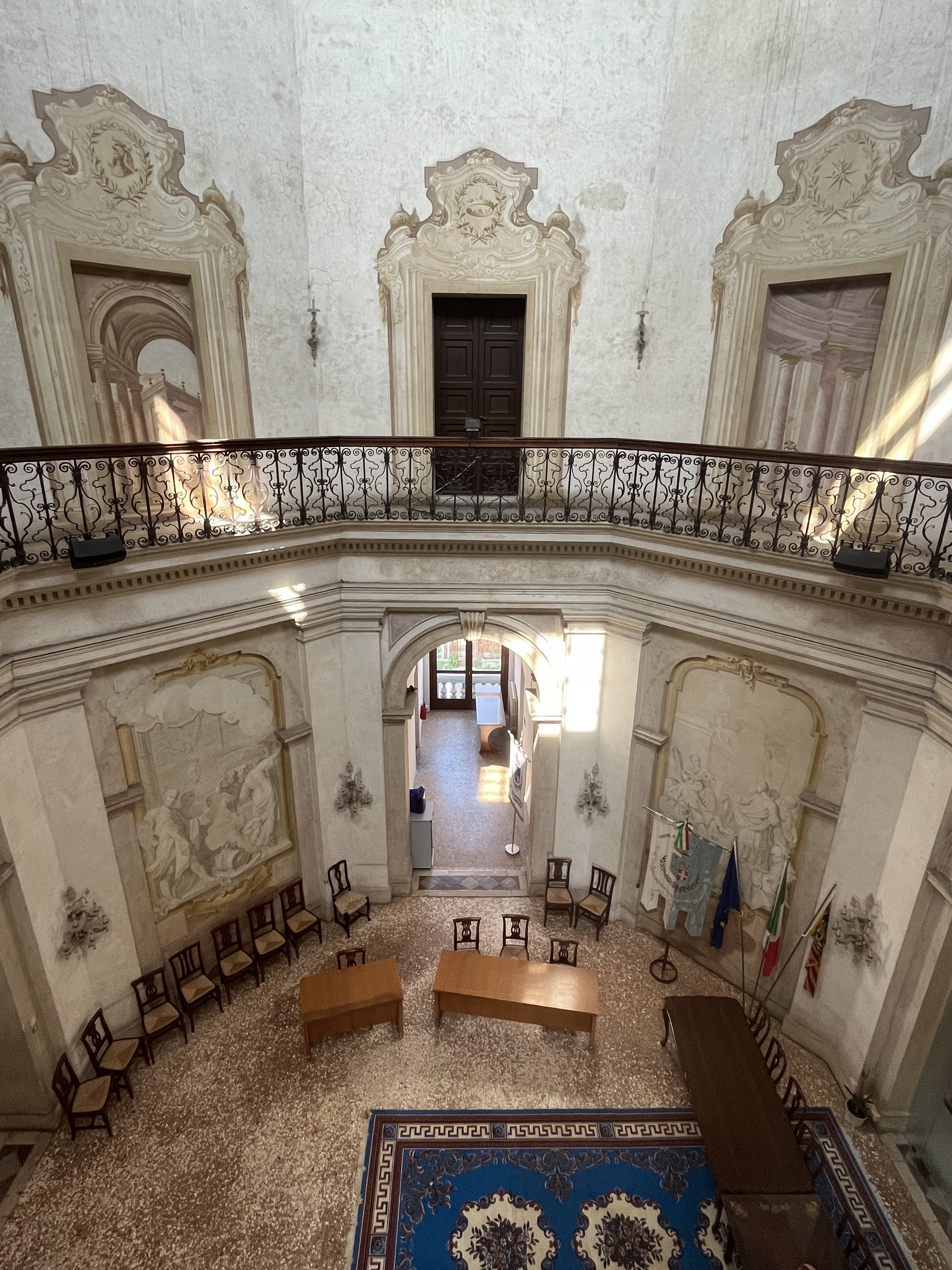
Salone con veduta dall'alto

L'attuale edificio sopravvissuto, che corrisponde alla casa dominicale è così composta da una pianta centrale a croce greca, che si sviluppa su tre livelli. Il piano terra mostra un'entrata archivoltata, contenuta entro le due rampe dello scalone e affiancata, per ogni lato, da due finestre quadrangolari. Su quattro lati del salone di rappresentanza sono campiti affreschi monocromi raffiguranti episodi della vita di Alessandro Magno, attribuiti a Mattia Bortoloni, contornati da essenziali cornici sagomate e decorate al culmine da un mascherone. Sotto gli affreschi sono posizionati graziosi cartigli a volute entro cui sono dipinte a caratteri capitali scritte in latino a mo' di didascalie che spiegano con evidenti finalità moraleggianti il soggetto raffigurato. Una scala a doppia rampa curva a forcipe, scenografica e funzionale allo stesso tempo, porta al piano nobile, situato su un alto zoccolo. L'ultimo piano replica la stessa ripartizione del piano nobile con la significativa variante di fori rettangolari. È interrotto da una balconata pensile con ringhiera in ferro battuto dal disegno riccamente elaborato. Intorno alla balconata si aprono quattro porte che danno ad ambienti, attualmente utilizzati per l'archivio, alternate a quattro porte simulate. Otto porte sono delimitate da cornici affrescate di gusto baroccheggiante con lesene, mascheroni, pinnacoli, globi, nastri, coronate in alto da serti d'alloro. La trifora centrale è ornata da balaustre in pietra tenera le cui colonnine sono sagomate con elementi a spigoli taglienti (tronco di piramide rovesciato, dado), ma anche quasi globulari. Il tiburio spicca sul tetto a padiglione e con i suoi otto finestroni quadrangolari diffonde la luce all'interno dell'alta sala ottagonale. Tale struttura emergente, che si scorge in lontananza anche nel paesaggio odierno, dona alla costruzione un effetto di maggiore leggiadria ed elevazione, attenuando l'impressione di una sagoma architettonica fin troppo “quadrata”, “salda”. La suddivisione dei piani è sottolineata da leggere cornici (marcapiani).

### Esterni

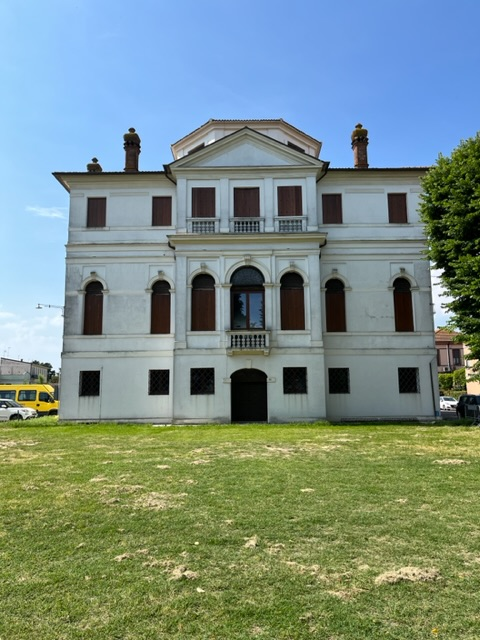
Facciata posteriore

Per quanto riguarda l'esterno, c'è una proporzione armonica tra la pianta centrale e i quattro fronti che esibiscono leggere varianti, ma un'unica configurazione compositiva. Sulla facciata della villa, a destra e a sinistra della trifora, distanziate tra loro, sono aperte altre due finestre sempre centinate. Il fronte settentrionale si diversifica dalla facciata perché, oltre ad essere privo di scalinata, presenta al piano nobile un portale con balaustra in pietra tenera e sul tetto due comignoli desinenti a bulbo su base poligonale. Sui fronti orientale e occidentale si evidenzia una canna fumaria sporgente con relativi fumaioli della stessa forma di quelli del lato nord. Nelle facciate esterne si può notare una notevole semplificazione degli ordini architettonici, che rimanda ad un atteggiamento culturale rigorista probabilmente influenzato dalle correnti riformiste dell'epoca.